# Cavacurta
Cavacurta é uma comuna italiana da região da Lombardia, província de Lodi, com cerca de 868 habitantes. Estende-se por uma área de 7 km², tendo uma densidade populacional de 124 hab/km².
Faz fronteira com Camairago, Pizzighettone (CR), Codogno, Maleo.
É uma das comunas mais antigas da Província de Lodi, pois jà em 997, ao bispo Ariberto de Intimiano pertencia este territorio.
Em 22 de outubro de 2018 um referendum popular, terminado positivamente, estableceu a fusão com a comuna de Camairago numa nova comuna do noma Castelgerundo.

## Demografia
| Variação demográfica do município entre 1861 e 2011                               |
|                                                                                   |
| Fonte: Istituto Nazionale di Statistica (ISTAT) - Elaboração gráfica da Wikipedia |